# Rudy Solari
Rudy Solari (* 21. Dezember 1934 in Modesto, Kalifornien; † 23. April 1991 in Indio, Kalifornien) war ein US-amerikanischer Schauspieler.

## Leben

### Karriere
Solari erlangte auf dem San Francisco State College seinen Abschluss in Darstellender Kunst. Von 1957 bis 1983 wirkte er in zahlreichen Filmen und Fernsehserien wie Raumschiff Enterprise, Kobra, übernehmen Sie und Quincy mit. In den Serien The Wackiest Ship in the Army und Garrison's Gorillas  spielte er jeweils eine Hauptrolle. In den 70er Jahren gründete Solari seine eigene Theatergesellschaft in Los Angeles. In dieser Zeit wurde er auch als Schauspiellehrer bekannt.

### Privat
Solaris Sohn Dru Solari wirkte in einer Folge von Quincy mit, Rudy und Dru spielten dabei Vater und Sohn. Sein Neffe Gary Grimes ist ebenfalls Schauspieler. Solari starb an Krebs. Bis zu seinem Tod war er mit Niki Solari verheiratet. Solari hinterließ eine Tochter und zwei Söhne.

## Filmografie
- 1959–1961: Kein Fall für FBI (The Detectives, 3 Folgen)
- 1960: Rauchende Colts (Gunsmoke)
- 1964: Auf der Flucht (The Fugitive)
- 1965: Perry Mason
- 1968: Raumschiff Enterprise (Star Trek)
- 1968–1972: Kobra, übernehmen Sie (Mission: Impossible, 3 Folgen)
- 1969: Ihr Auftritt, Al Mundy (It Takes a Thief)
- 1972–1974: Der Chef (Ironside, 2 Folgen)
- 1977: Drei Engel für Charlie (Charlie’s Angels)
- 1978: Der unglaubliche Hulk (The Incredible Hulk)
- 1977–1983: Quincy (Quincy, M. E., 4 Folgen)